# 暗黒天使
暗黒天使（あんこくてんし）は、日本の女性お笑い芸人、歌手、ものまねタレント。吉本興業東京本社（東京吉本、厳密には子会社のよしもとクリエイティブ・エージェンシー）所属。愛知県豊橋市出身。旧芸名、アンジェラ・デストロイ。

## 来歴
お笑い芸人になる前はアイドル歌手として活動していた。1997年にアイドルのオーディションに合格し、5人組グループ「HAKO with THE BIBIAN」を結成。1998年にスパイス・ガールズのカバー曲『Spice Up Your Life』（1998年3月25日発売）でデビューを果たすも、当時所属していた事務所が倒産したためにグループは解散。
その後はフリーター生活をしていたが、ある日ルミネtheよしもとで歌の芸をしていた芸人を観たことがきっかけとなり、再び歌う夢を追うように芸人を目指す事となる。2004年、NSC東京校へ10期生として入学。卒業後は吉本興業に所属し、2005年より「暗黒天使」としてデビュー。当初はあらびき団などの番組に出演し、イチキップリン（元ハンマミーヤ）と共に物真似芸を披露していた。
2018年6月、芸名を「アンジェラ・デストロイ」に改名。その後も歌手として活動する際などには引き続き「暗黒天使」の名義を使用している。
2020年10月28日に発売された藤井隆プロデュースのアルバム『SLENDERIE ideal』収録の楽曲「Dirty Angel」に作詞とボーカルで参加し、初のソロシンガーデビュー。それを機に2020年11月より芸名を元の「暗黒天使」に再改名した。

## 芸風
- 物真似では、工藤静香や浜崎あゆみなどを主なレパートリーにしている。ハンマミーヤの一木陵平（現在はピン芸人「イチキップリン」として活動）が石橋貴明の物真似を演じて、二人で『A.S.A.P.』を歌ったこともあった。
- 漫談においては、ゴスロリ漫談というスタイルがあり、衣装は黒系が多い。
- ブログにおいては、「紳士淑女の皆様ごきげんよう」から始まり、「一寸先は闇」の言葉で締めている。なお、この言葉はネタを演じた時の決め台詞にしていることもある。
- 「デストローイ!」という決め台詞がある。

## 出演

### テレビ
- やりすぎコージー （テレビ東京） - 2007年4月22日
- ○○あい☆コラ!生やぐち （GyaO『MIDTOWN TV』内） - 2007年11月8日～2007年11月15日
- あらびき団 （TBSテレビ） - 2008年8月6日（第39回）、2008年11月26日（第52回）、2008年12月24日（第56回）

第39回、第56回では、ハンマミーヤ一木と二人での出演。
- エンタの天使 （日本テレビ） - 2008年3月19日（第3回）、キャッチコピーは『謎のモノマネ演じぇる』
- ヨシモト∞
- ものまね新人ウォーズ（TBSテレビ）- 2010年10月4日
- 爆笑!ものまねウォーズ（TBSテレビ）- 2011年1月2日
- おはスタ645 (テレビ東京) - 2010年　暗黒天使ムシとして「九九の歌」に出演